# کروتیل‌باربیتال
کروتیل‌باربیتال (انگلیسی: Crotylbarbital) یک مشتق باربیتورات است که دارای اثرات آرام‌بخش و خواب‌آور است و برای درمان بی‌خوابی استفاده می‌شد تا اینکه با داروهای جایگزین جدیدتر با عوارض جانبی کمتر و خطر مصرف بیش از حد جایگزین شد.